# Phenacoscorpius megalops
Phenacoscorpius megalops és una espècie de peix pertanyent a la família dels escorpènids.

## Descripció
- Fa 13,5 cm de llargària màxima (normalment, en fa 5,1).[5]

## Alimentació
Menja peixets i crustacis.

## Hàbitat
És un peix marí i d'aigües fondes que viu entre 68-622 m de fondària.

## Distribució geogràfica
Es troba al Pacífic: les illes Filipines, Indonèsia, Taiwan, les illes Hawaii i Nova Zelanda.

## Costums
És bentònic.

## Observacions
És inofensiu per als humans.